# Mount Abbott (Antarktika)
Mount Abbott ist mit 1020 m Höhe der höchste Berg der Northern Foothills im ostantarktischen Viktorialand. Er ragt rund 5 km nordöstlich des Cape Canwe auf. 
Teilnehmer der Terra-Nova-Expedition (1910–1913) unter der Leitung des britischen Polarforschers Robert Falcon Scott kartierten den Berg und benannten ihn nach Petty Officer George Percy Abbott (1880–1923) von der Royal Navy, einem Teilnehmer der Expedition.